# Teratozephyrus arisanus
Teratozephyrus arisanus is een vlinder uit de familie van de Lycaenidae. De wetenschappelijke naam van de soort werd als Zephyrus arisanus in 1911 gepubliceerd door Alfred Ernest Wileman.

## Ondersoorten
- Teratozephyrus arisanus arisanus
- Teratozephyrus arisanus picquenardi (Oberthür, 1914)
  - = Zephyrus picquenardi Oberthür, 1914
  - = Thecla ouvrardi Riley, 1939
- Teratozephyrus arisanus kachinus Koiwaya, 2000